# 레모네이드
레모네이드(Lemonade)는 달콤한 레몬 맛 음료이다. 전 세계에는 다양한 종류의 레모네이드가 있다.
세계 일부 지역에서 레모네이드는 레몬즙, 물, 사탕수수당, 단순 시럽, 메이플 시럽 또는 벌꿀과 같은 감미료를 사용하여 전통적으로 집에서 만든 무탄산 음료를 의미한다. 다른 지역에서는 일반적으로 탄산 레몬 맛 청량 음료 또는 소다를 의미한다. 이들 음료 사이의 차이에도 불구하고, 각 음료는 해당 국가에서 지배적인 형태로 단순히 "레모네이드"로 알려져 있다.
접미사 "-ade"는 라임에이드, 오렌지에이드 또는 체리에이드와 같이 다른 과일로 만든 유사한 음료에도 사용될 수 있다.

## 역사
맘루크 이집트에서는 레몬, 대추야자 및 꿀로 만든 음료가 소비되었으며, 설탕을 넣은 레몬즙 음료인 카타르미자트(qatarmizat)도 있었다. 레모네이드라는 용어는 1663년부터 영국에서 사용되었고 새뮤얼 피프스는 1660년대에 이를 마셨다. 1676년, 콤파니 드 리모나디에르(Compagnie de Limonadiers)라는 회사가 파리 (프랑스)에서 레모네이드를 판매했다. 판매원들은 레모네이드 탱크를 등에 짊어지고 파리 시민들에게 청량 음료 잔을 나누어 주었다.
탄산수는 조지프 프리스틀리가 1767년에 발명했지만(1772년 런던에서 그의 팸플릿 《고정된 공기로 물을 주입하는 방법》 출판), 탄산 레모네이드에 대한 첫 번째 언급은 1833년에 영국 간이 매점에서 이 음료가 판매되었을 때였다. R. 화이츠 레모네이드는 1845년부터 영국에서 판매되어 왔다.

## 무탄산 레모네이드
북미, 카리브해, 남아시아에서 레모네이드는 일반적으로 레몬즙, 물, 설탕으로 만든 무탄산 및 비정제 음료이다.

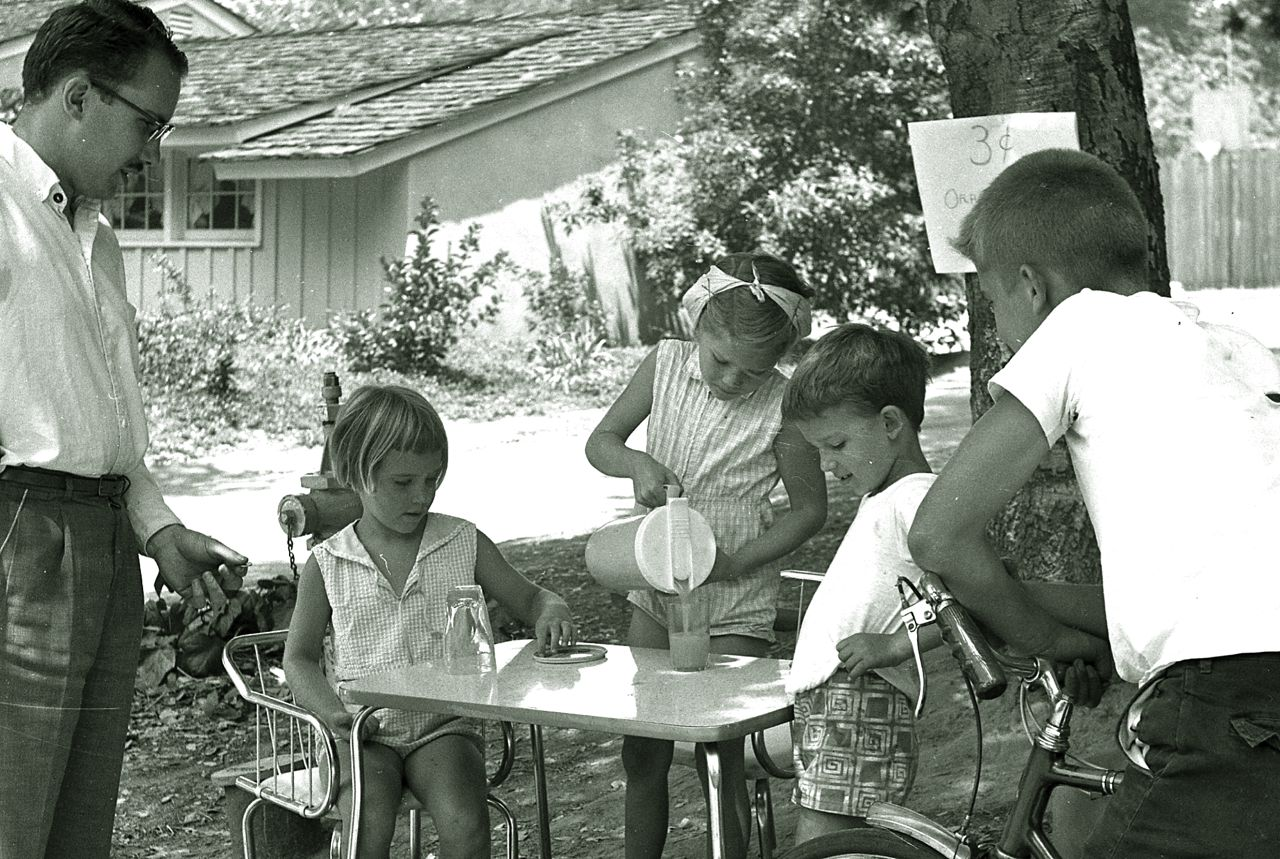
1960년 라카냐다플린트리지에서 레모네이드 스탠드를 운영하는 아이들

전통적으로 미국과 캐나다의 아이들은 여름 동안 돈을 벌기 위해 레모네이드 스탠드를 차린다. 이 개념은 젊음의 여름 미국적인 상징이 되었으며, 다양한 미디어에서 패러디와 변형이 존재한다. 피너츠와 같은 만화와 카툰, 1979년 컴퓨터 게임 레모네이드 스탠드에서 그 언급을 찾을 수 있다.
"레모네이드"가 탄산 음료를 의미하는 국가에서는 무탄산 음료를 레몬 스쿼시 또는 스틸, 클라우디, 전통 또는 옛날 방식 레모네이드라고 부르기도 한다.
전통적인 레모네이드는 얼려서 제공되거나 믹서로 사용될 수도 있다. 스틸 레모네이드는 테스코(Tesco)나 펜티맨스와 같은 브랜드로 영국에서 판매되며, 빅토리아 시대 레모네이드를 판매한다.

### 민트 레모네이드
갓 짜낸 레몬즙과 민트 잎으로 만든 리모나나는 중동에서 흔한 여름 음료이다. 북아프리카에서는 레몬, 민트, 장미수로 만든 체르바트(cherbat)라는 음료가 있다.
불가리아에서도 민트를 넣은 레모네이드가 인기다.

### 시트롱 프레세

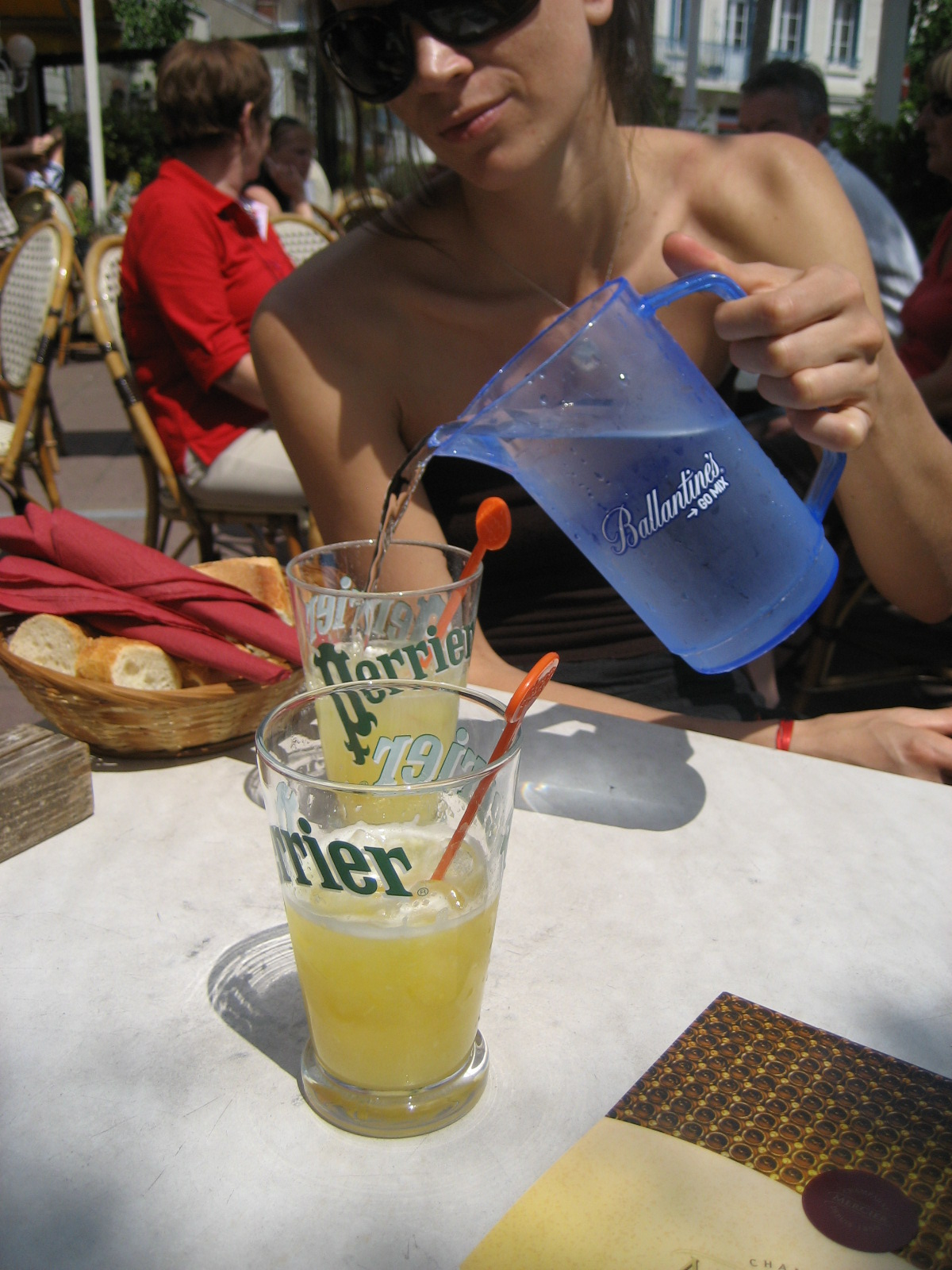
물에 희석되는 프랑스 청량음료 시트롱 프레세

프랑스에서는 바나 레스토랑에서 시트롱 프레세(citron pressé) 또는 시트로네이드(citronnade)라고 불리는 혼합되지 않은 레모네이드를 제공하는 것이 일반적이다. 손님에게 레몬즙, 시럽, 물을 따로 주어 원하는 비율로 섞어 마시게 한다.

### 핑크 레모네이드
전통적인 레모네이드의 인기 있는 변형인 핑크 레모네이드는 레시피에 추가 과일 주스, 향미료 또는 착색제를 첨가하여 만들어진다. 대부분의 상업용 핑크 레모네이드는 단순히 농축 포도 주스나 염료로 착색된다. 천연 색소를 사용하는 경우 포도가 가장 인기가 많지만, 크랜베리 주스, 비트 주스 또는 루바브, 라즈베리, 딸기, 체리와 같은 밝은 색 과일 및 채소로 만든 시럽도 사용된다.
핑크 레모네이드의 유래 이야기는 일반적으로 미국 내 서커스 순회 공연과 관련이 있다. 1912년 부고 기사에서는 서커스 직원 헨리 E. "산체스" 앨럿이 실수로 빨간 계피 사탕을 떨어뜨려 핑크 레모네이드를 발명했다고 밝혔다. 또 다른 유래 이야기는 1857년 또 다른 서커스 직원인 피트 콘클린에게 공로를 돌린다. 그의 형제이자 사자 조련사인 조지 콘클린은 1921년 회고록 《서커스의 방식들》에서 이 이야기를 전한다. 이야기에 따르면 콘클린의 레모네이드는 물, 설탕, 타타르산의 혼합물이었고, 통에는 한 시즌 내내 반복해서 사용한 단 하나의 레몬으로 장식되어 있었다. 어느 날 물이 바닥났다. 필사적으로 찾아보니 곡마 기수가 최근에 분홍색 타이츠를 헹구는 데 사용했던 물통을 발견했다. 설탕, 산성 물질, 남은 레몬 조각을 추가하여 그 결과물을 "딸기 레모네이드"로 팔았더니 판매량이 두 배로 늘었다고 한다.
서커스에서 진짜 레몬은 너무 비쌌기 때문에 인공 대체품이 널리 사용되었다. 과거에는 전형적인 시큼한 맛을 내기 위해 타타르산이 흔히 사용되었다. 현대에는 상업적으로 생산되는 레모네이드와 분말 혼합물은 시트르산에 의존하는 경향이 있다.
용어의 주요 의미는 아니지만, "핑크 레모네이드"는 또한 인디언 레모네이드, 즉 말린 붉나무 열매, 특히 붉나무 종(Rhustyphina("수사자 붉나무")), Rhus aromatica("향기 붉나무", "레몬 붉나무"), Rhus glabra("매끄러운 붉나무", "스칼렛 붉나무"), 또는 Rhus integrifolia("레모네이드 붉나무", "레모네이드 베리") 열매를 담가 만든 레모네이드를 가리키기도 한다. 인디언 레모네이드는 비슷한 분홍색을 띤다.

### 갈색 레모네이드
갈색 레모네이드라고 불리는 다양한 음료가 있다. 베네수엘라의 한 변종은 사탕수수당과 라임이 들어간다.

### 기타 변형
인도와 파키스탄에서는 일반적으로 님부 파니(nimbu paani)로 알려져 있으며, 방글라데시에서는 레부르 쇼르보트(lebur shorbot)라고 불리는 소금이나 생강 즙이 들어간 레모네이드도 있다. 시칸지비(Shikanjvi)는 이 지역의 전통 레모네이드로, 사프란, 쿠민 및 기타 향신료로 맛을 낼 수도 있다.

## 탄산 레모네이드
영국, 아일랜드, 프랑스, 독일, 뉴질랜드, 스위스, 남아프리카 공화국, 호주에서 레모네이드의 주요 형태는 투명한 레몬 맛 탄산 음료이다.
슈웹스, 커크스(Kirks), R. 화이츠 레모네이드, L&P, C&C는 모두 흔한 브랜드이며, 상점들은 보통 자체 브랜드 레모네이드도 판매한다. 슈웹스는 레몬과 라임 오일의 혼합물을 사용한다. 스프라이트와 세븐업처럼 레몬과 라임 맛이 나는 다른 탄산 음료, 청량 음료(또는 팝)도 때로는 레모네이드라고 불리기도 한다.
펜티맨스 로즈 레모네이드와 같은 특수 맛도 있으며, 이는 영국, 미국, 캐나다에서 판매된다. 맥주와 투명한 레모네이드를 혼합한 섄디는 종종 미리 병에 담겨 판매되거나 술집에서 주문된다.

### 갈색 레모네이드
아일랜드섬 북부의 얼스터에서는 황설탕으로 맛을 낸 갈색 레모네이드가 있다.

## 갤러리

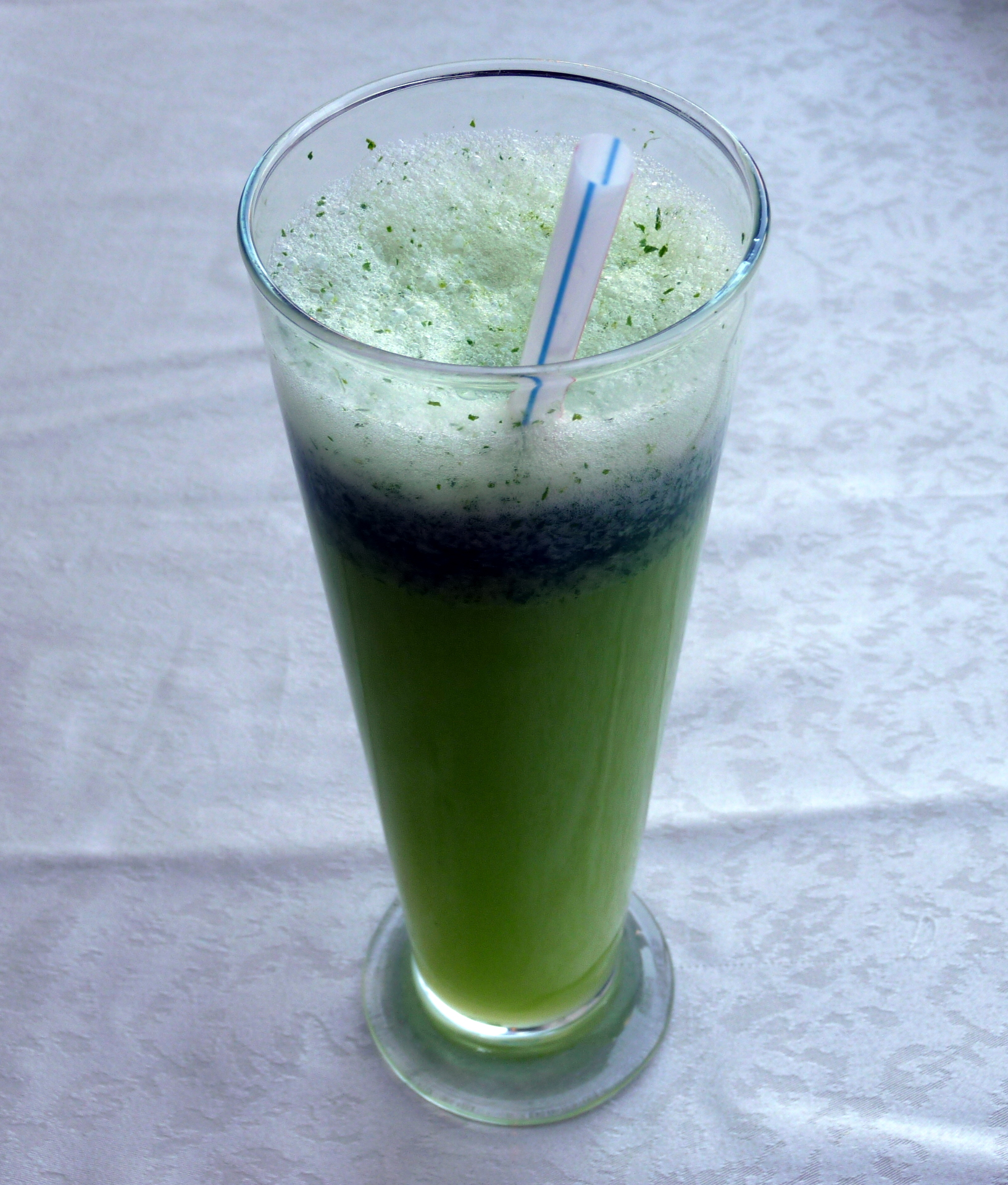
시리아 다마스쿠스에서 제공된 민트 레모네이드
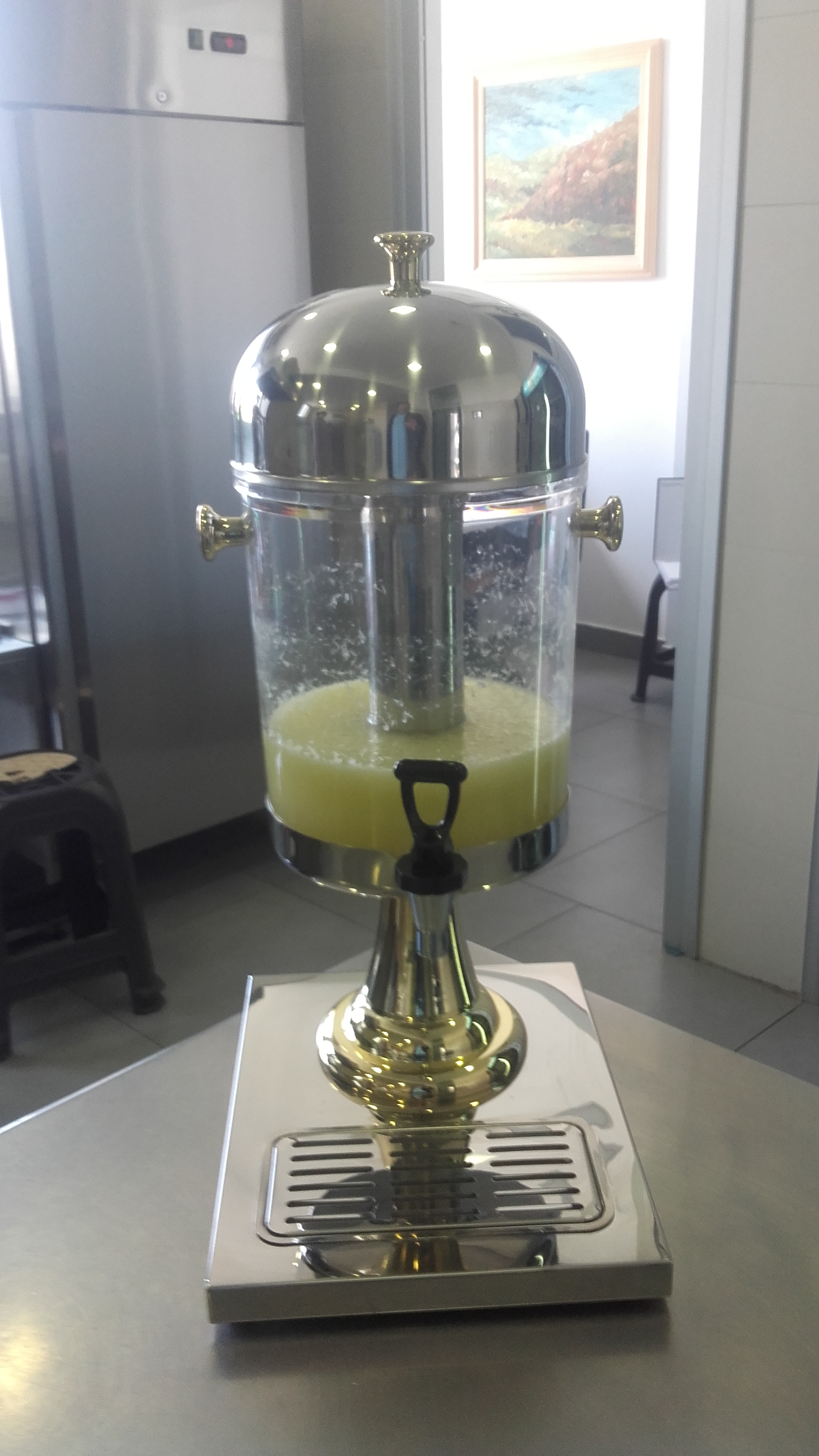
레모네이드가 담긴 음료 디스펜서

## 같이 보기
- 스쿼시 (음료)
- 주스 목록
- 라무네